# Ihr Freund, der Bandit
Ihr Freund, der Bandit ist eine US-amerikanische Stummfilmkomödie von Charlie Chaplin aus dem Jahre 1914. Es ist der einzige Film Chaplins, der als verschollen gilt.

## Handlung
In dieser Farce spielt Charlie Chaplin einen Banditen, der den Grafen De Beans auf dem Weg zu einer Feier im Anwesen der Miss Mabel De Rocks überwältigt. Er zieht seine Kleidung an, nimmt die Einladung an sich und erhält Einlass zu Mabels Haus. Dort kommt es zu verschiedenen Missgeschicken und er verursacht Chaos unter den hochherrschaftlichen Anwesenden. Schließlich erscheinen die Keystone Cops und nehmen den Banditen fest. 

## Produktion
Die Dreharbeiten für Ihr Freund, der Bandit begannen am 11. Mai 1914 unter dem Arbeitstitel The Italian und endeten am 18. Mai 1914. Am 4. Juni 1914 erschien der Film im Kino.
Später wurde er auch unter dem Titel Mabel’s Flirtation veröffentlicht.

## Kritik
Moving Picture World nannte den Film 1914 eine Farce, die zwar ein wenig dünn sei, aber all das Chaos enthalte, das eine Farce ausmacht. „Sie wird amüsieren und für Lacher sorgen und kann als solide, wenn auch nicht bemerkenswerte Unterhaltung angesehen werden.“
Für Bioscope war der Film eine „aufgeweckte Farce.“